# كينيتشي ساساكي
كينيتشي ساساكي (21 يناير 1950 - ) هو لاعب كرة يد اليابان. شارك في الألعاب الأولمبية الصيفية 1972 والألعاب الأولمبية الصيفية 1976.

## وصلات خارجية
- كينيتشي ساساكي على موقع أوليمبيديا (الإنجليزية)